# Handelsakademin i Bukarest
Handelsakademin i Bukarest (rumänska: Academia de Studii Economice din București, förkortat ASE) är ett rumänskt statligt universitet i Bukarest. Universitetet grundades 1913 som Akademin för högre kommersiella och industriella studier (Academia de Înalte Studii Comerciale și Industriale, AISCI) genom ett kungligt dekret utfärdat av Carol I.
Universitetet har i dag 12 fakulteter. Dess huvudbyggnad ligger vid Piața Romană i Sektor 1.